# Nagórki (Olsztyn)
Nagórki (deutsch Bergenthal) ist ein Stadtteil der kreisfreien Stadt Olsztyn (deutsch Allenstein) in der polnischen Woiwodschaft Ermland-Masuren.

## Geographische Lage
Der Stadtteil Nagórki liegt im Süden der Stadt Olsztyn und ist von den Stadtteilen Brzeziny, Kościuszki, Kormoran, Mazurskie, Pieczewo (Stolzenberg) und Jaroty (Jomendorf) umgrenzt. Bis zum Stadtzentrum Olsztyn sind es drei Kilometer.

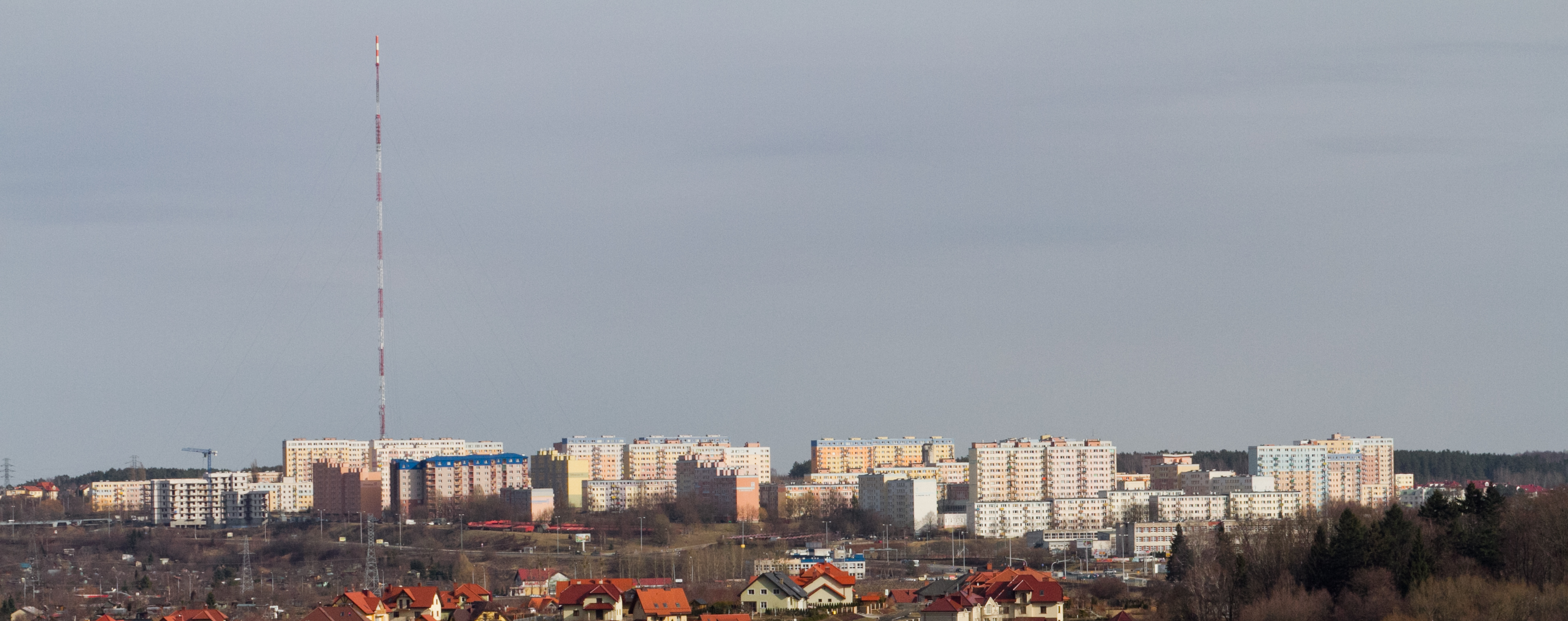
Blick auf Nagórki (mit dem Sendemast Olsztyn-Pieczewo im Hintergrund)

|  |

## Geschichte/Beschreibung
Ursprung des heutigen Stadtteils Nagórki ist ein kleines Gut mit der Bezeichnung Abbau Bogacki, das mit einem großen Park bis 1945 ein Wohnplatz der damaligen Stadt Allenstein war. Ab dem 15. März 1848 führte es den Namen Bergenthal.
Das heute noch an der ul. Metalowa vorhandene Gutshaus und das Kutscherhaus erinnern an die Zeit in der zweiten Hälfte des 19. Jahrhunderts, als das Gut in den Stadtgrenzen von Allenstein angelegt wurde. Gehörte es gegen Ende des 19. Jahrhunderts der Familie Rhode, so war es im Anfang des 20. Jahrhunderts im Besitz des Fabrikanten Max Lion, der zwei Ziegeleien in Bergenthal bzw. in Elisenhof (polnisch Ostrzeszewo) besaß. Von ihm pachtete die Stadt Allenstein später das Land für eine Landwirtschaftsschule.
Das Gutshaus, das um 1900 in eklektizistischem Stil, vermischt mit Jugendstilelementen, erbaut wurde, ist heute ein Naturkundemuseum. Das Haus mit der wiederhergestellten Remise wurde in den Jahren 1998 bis 2000 einer gründlichen Renovierung unterzogen.
Als im Jahre 1945 in Kriegsfolge die Stadt Allenstein mit dem gesamten südlichen Ostpreußen an Polen überstellt wurde, erhielt der Gutsort Bergenthal die polnische Namensform „Nagórki“. Diese Bezeichnung wurde dann auf den neu gebildeten Stadtteil der Stadt Olsztyn übertragen. Er zählt heute mehr als 11.000 Einwohner und misst eine Fläche von 1,69 km² bei einer Höhe von 117 Metern über NN.

## Kirche
Bis 1945 war Bergenthal in die evangelische Kirche Allenstein in der Kirchenprovinz Ostpreußen der Kirche der Altpreußischen Union sowie in die römisch-katholische St. Jakobskirche Allenstein im Dekanat Allenstein des damaligen Bistums Ermland eingepfarrt.
Heute steht im Stadtteil Nagórki eine eigene Kirche, die der „Barmherzigkeit Gottes“ gewidmet ist. Die Pfarrei gehört zum Dekanat Olsztyn V. - Kormoran im jetzigen Erzbistum Ermland. Evangelischerseits gehört der Stadtteil Nagórki zur Christus-Erlöser-Kirche Olsztyn in der Diözese Masuren der Evangelisch-Augsburgischen Kirche in Polen.

## Verkehr
Durch den Stadtteil Nagórki verläuft in Ost-West-Richtung die ul. Synów Pułku, die die beiden Woiwodschaftsstraßen DW 660 und DW 598 verbindet. Von ihr zweigt in Nagórki die ul. Ignacego Krasnickiego in Nord-Süd-Richtung ab. Die DW 660 führt stadtauswärts zur Anschlussstelle Olsztyn Pieczewo der Schnellstraßen S 16 und S 51 und stellt eine Verbindung zur polnischen Landesstraße 53 (einstige deutsche Reichsstraße 134) her.
Zahlreiche Bus- und Straßenbahnlinien vernetzen den Stadtteil mit dem übrigen Stadtgebiet. Eine Anbindung an den Bahnverkehr besteht nicht.